# Взятие Ростова дроздовцами (апрель 1918)
Взятие Ростова дроздовцами — операция следующей походным порядком с Румынского фронта на Дон бригады Генерального штаба полковника М. Г. Дроздовского по взятию столицы Донской Советской Республики в Пасхальную ночь с 21 апреля (4 мая) на 22 апреля (5 мая) 1918 года. Штурм города, защищавшегося в 25 раз численно превосходившим белых гарнизоном красных войск, стал самым сложным испытанием для походников за всё время их 1 200-вёрстного перехода из Ясс на Дон.

## Военно-политическая обстановка накануне штурма
К 20-м числам апреля 1918 года Румынский поход «дроздов» подходил к своему завершению. 21 апреля (4 мая), обогнув с севера уже занятый немцами Таганрог, походники подошли к Ростову, на тот момент — столице Донской Советской Республики. Цель похода была, наконец, близка: лежавший перед белыми походниками город отделял их от ведущей южнее него бои с большевиками измученной суровым «Ледяным походом» Добровольческой армии.
В столице Донской Советской Республики царил красный террор. В ответ на разгоравшиеся вокруг казацкие восстания красные проводили репрессии, брали заложников, которых расстреливали без суда и следствия. Разграблению большевистскими отрядами подвергались ростовские магазины и склады.
Данные разведки Дроздовского указывали на стремление наступающей германской армии занять Ростов. Поэтому, стремясь опередить немцев и добыть для Добровольческой армии и Дона военные запасы города, командир отряда решился на рискованную операцию против большого красного гарнизона, занимавшего к тому же хорошо укреплённую позицию. Силы большевиков составляли 25 тысяч бойцов при шести батареях, а также военный корабль «Колхида», обстреливавший наступающих с реки.
Впоследствии Михаил Гордеевич признавал, что осознавал трудности взятия города, и особенно его удержания, тем не менее главную роль отводил психологическому и моральному значению овладения таким крупным и важным центром.

## Донесения разведки сторон

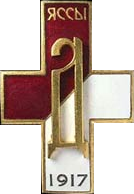
Нагрудный знак чинов дроздовских войск

На разведку в город Дроздовский решил послать мотоциклиста Анатолия Прицкера: в своей кожаной униформе без погон он не должен был вызвать у противника подозрений, в отличие от конного разведчика, в котором офицер был бы без труда различим. В задачу, поставленную юному разведчику «дроздов» начальником штаба полковником М. К. Войналовичем, входило, «пулей» прокатившись по городу, выяснить силы красных, их расположение, наличие и расположение артиллерии, оценить положение на городском вокзале, есть ли на станции бронепоезд и воинские поезда. Юнкер успешно выполнил поручение, успешно миновав на высокой скорости сторожевые заставы красных, проехал по центру города, его правобережной части, привокзальной площади, где, зайдя на перрон вокзала, побеседовал с красноармейцами. Благополучно миновав сторожевые заставы на обратном пути, разведчик предстал с докладом перед Дроздовским и Войналовичем. Командование получило от юнкера информацию о том, что на заставах по пути к городу орудий и пулемётов нет, а стоят лишь стрелки по 10 — 20 человек, что бронепоезд красных с двумя 3-дюймовыми орудиями и не менее 10 пулемётами стоит ближе к Батайску, что штабы красных расположены вокруг вокзала, там же находится большинство пулемётов. Сообщил юнкер о проблемах противника с дисциплиной. Ошибся он лишь в оценке численности красных войск, сообщив белому командованию приблизительное число в 5-7 тыс. солдат. Лишь позже, после штурма города, при допросах пленных и после изучения трофейных документов станет понятно, что в городе и окрестностях была сосредоточена хорошо вооружённая 25-тысячная группировка войск с сильной артиллерией.
Красноармейскому командованию было известно о подходе к городу от Таганрога какого-то белого отряда, пришедшего из владений гетмана Скоропадского. Разведка доносила ростовскому командованию: «Белых добровольцев-офицеров у неизвестного нам полковника Дроздовского не больше тысячи человек». Небольшое количество орудий и 2 неполных эскадрона кавалерии белых «дроздов» не составляли по представлению красных командиров никакой серьёзной опасности.

## Планы сторон
Несмотря на то, что командир белого отряда не владел ситуацией вокруг Ростова, он, как зрелый оперативник, сразу понял, что его небольшой бригаде предстоит трудный бой за отделяющий её от армии генерала Деникина город. Времени для уточнения обстановки у него не было, и Михаил Гордеевич даже не знал фамилии старшего во вражеском войске. Дроздовский собрал совет, пригласив всех единоначальных командиров для решения вопроса о том, быть штурму сейчас, или отложить операцию и уходить «расписавшись в собственном бессилии». Было принято единогласное решение в пользу внезапного ночного штурма, который был назначен на 22:00. Войналович дал частям направления атак, указал точки для установки батарей, гаубичного взвода и броневика «Верный» капитана Нилова, с экипажем которого сам Дроздовский провёл перед боем отдельную встречу. Нилову была поставлена задача прорваться на вокзальную площадь, где находились главные силы противника, и ошарашить их внезапной атакой и огнём всех 4 бортовых пулемётов.
Красное командование ожидало боя с пришедшей к их столице тысячей белых офицеров, так и не приняв решения, ожидать ли наступления дроздовцев к пригородам, либо атаковать их, начав наступление из Ростова на Таганрог. Дерзкого ночного штурма от белых добровольцев не ждали, и они поэтому сумели обеспечить себе тактический успех, вытекающий из внезапности атаки, её слаженности и продуманности.

## Штурм

Части походной колонны полковника Дроздовского на марше. Весна 1918 года

21 апреля, в Страстную субботу, офицерские стрелковые роты, кавалерийские эскадроны и казачья сотня есаула Фролова с артиллерийскими расчётами скрытно подошли к пригородам в наступающих сумерках. Чтобы случайно не нарушить маскировку, было запрещено даже курить. Броневик «Верный» двигался в арьергарде атакующих с минимальной скоростью. Ровно в 22:00 началась атака, начало которой произошло строго по назначенному времени, сигнала не стали подавать даже одиночным выстрелом.
Сторожевые заставы большевиков спали, и поэтому смогли ответить добровольцам Дроздовского беспорядочной стрельбой лишь когда белые цепи подошли вплотную к первым пригородным строениям. В авангарде, как всегда, двигался конный дивизион с конно-горной батареей и приданным ему броневиком. Колонна основных сил под командованием генерала Семёнова немного задержалась и выступила уже после 22 часов. Шла она в следующем порядке: 2-й батальон, 1-я рота, артиллерия, радио, обозы, 2-я рота. Тыл колонны охраняла часть полка Жебрака.
При подходе к позициям красных, игнорируя их численное преимущество, белая конница под командованием полковника М. К. Войналовича вынеслась из-за спин пехоты, прорвала оборону советских войск и, развивая первый успех, преследовала бегущего противника, пролетев по улицам ночного города, вынеслась к вокзалу, ставшему главной целью наступавших. Эскадронцы штабс-ротмистра Аникеева почти не встретили сопротивления. В числе первых всадников к вокзалу подскакал во главе эскадрона полковник Войналович. Начальник штаба дроздовцев накануне уговорил Дроздовского пустить его в первую линию штурмующих. Несколько всадников 1-го эскадрона, следуя за начальником штаба бригады, ворвались на станцию, где находились эшелоны с красной гвардией. Соскочив с коня, полковник с револьвером ринулся ко входу в здание вокзала, и был убит в упор случайным красноармейцем, став едва ли не единственным павшим среди спешившегося эскадрона. Вокзал после короткого боя был взят «дроздами» под полный контроль вместе с прилегающими к нему улицами. Одновременно 2-й кавалерийский эскадрон ротмистра Двойченко занял станцию Ростов-Товарная.
Неожиданный удар белой кавалерии на некоторое время вызвал у красного гарнизона Ростова панику. Красная артиллерия открыла беспорядочный огонь, со станции начали спешно уходить на Батайск поезда. Чтобы оказать поддержку коннице и развить успех, Дроздовский распорядился основной колонне ускорить движение и выслал вперёд 3-ю роту с лёгкой батареей, которые получили приказание двигаться рысью. Однако после того, как стало понятна численность атаковавших и их текущая дислокация, начался настоящий ночной уличный бой. Кавалерия дроздовцев не смогла продвинуться дальше окрестностей вокзала и товарной станции — красные, собравшись с силами, даже сумели несколькими контратаками оттеснить её за Темерник, в предместья Ростова. Это был единственный неуспех атаковавших за всё время ростовского ночного боя.

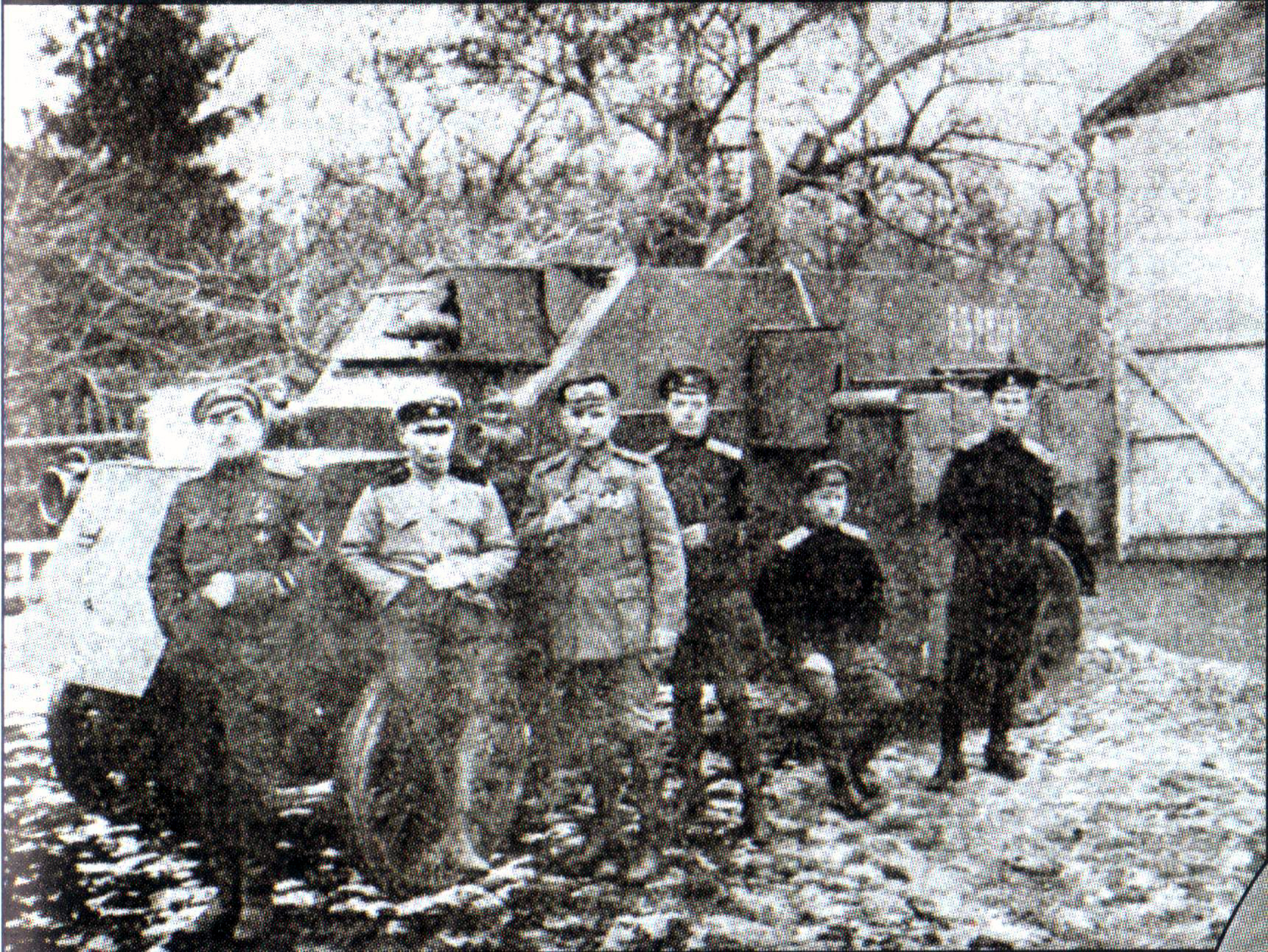
Команда бронеавтомобиля «Верный». 1918.

В 24:00 при поддержке артиллерии начали наступление основные силы белого отряда. Пехота ворвалась в Ростов, а гаубичный взвод подполковника Медведева одновременно встал на высотке и повёл прицельную стрельбу из орудий. Офицерские расчёты настолько удачно поражали городские очаги сопротивления большевиков на вокзале, а также их эшелоны, что последние были вынуждены спешно уйти по мосту на левый берег Дона и в Батайск. Ворвавшийся в центр Ростова броневик «Верный», ведущий шквальный огонь из всех 4 своих пулемётов, дополнил картину полного успеха штурмующих. Атака «дроздов», которым не пришлось даже вводить в бой все свои резервы, завершилась ночью взятием города.
Казавшийся на первый взгляд многочисленным, белый отряд растворился в большом городе, преследуя отдельные группы чекистов и комиссаров, пытавшихся укрыться на частных квартирах. Красные войска ушли на Нахичевань-на-Дону. Под впечатлением внезапного разгрома войска большевиков начали массово сдаваться в плен, а советское руководство стало спешно покидать город с первыми же поездами.

## Итоги
На только что занятом дроздовцами вокзале во 2-ю роту Сводно-стрелкового полка записывалась ростовская молодёжь. Около 2 часов ночи сюда прибыл и сам М. Г. Дроздовский. Белого командира обступила толпа горожан, все хотели с ним похристосоваться. Ближайший соратник Дроздовского, генерал А. В. Туркул так описывал вступление дроздовцев в Ростов:
На улицах встречались горожане-богомольцы, шедшие к заутрене. С полуротой я подошёл к собору; он смутно пылал изнутри огнями. Выслав вперёд разведку, я с несколькими офицерами вошёл в собор… Впереди качались, сияя, серебряные хоругви: крестный ход только что вернулся… А на нас сквозь огни свечей смотрели тёмные глаза, округлённые от изумления… С недоверием смотрели на наши офицерские погоны, на наши гимнастёрки. Никто не знал, кто мы. Нас стали расспрашивать шёпотом, торопливо. Мы сказали, что белые, что в Ростове Дроздовский. Тёмные глаза точно бы потеплели, нам поверили, с нами начали христосоваться…

И как во сне, необычайном и нежном, подошла к нему маленькая девочка. Она как бы сквозила светом в своем белом праздничном платье. На худеньких ручках она подала Дроздовскому узелок, кажется с куличом, и внезапно, легким детским голосом, замирающим в тишине, стала говорить нашему командиру стихи. Я видел, как дрогнуло пенсне Дроздовского, как он побледнел. Он был растроган. Он поднял ребёнка на руки, целуя маленькие ручки.
Во взятом городе трофеями дроздовцев стали большие военные запасы красных.
Боем под Ростовом с намного превосходящими силами красных дроздовцы первыми оказали помощь Войску Донскому, оттянув на себя из Новочеркасска крупные силы большевиков, что позволило Южной группе казачьего ополчения полковника С. В. Денисова — штурмовавшей столицу Области Войска Донского — взять город. Через несколько дней внезапной атакой во фланг наступающим красным войскам дроздовцы дали казакам возможность уже отстоять свою столицу.
Главной потерей бригады Дроздовского в этом бою стала гибель начальника штаба полковника Войналовича. Потеря одного из ближайших помощников командира, прошедшего с отрядом весь путь от Ясс до Донской земли и чья отвага служила для походников примером, была невосполнимой: «Я понёс великую утрату — убит мой ближайший помощник, начальник штаба, может быть единственный человек, который мог меня заменить» — записал в своём дневнике Михаил Гордеевич.
В конце мая 1918 года — уже после соединения дроздовцев с Добровольческой армией — М. Г. Дроздовский назначил своему отряду парад на площади станицы Егорлыкской в присутствии высших чинов белого командования. Михаил Гордеевич вызвал перед строем трёх добровольцев и наградил их за бой под Ростовом солдатскими Георгиевскими крестами. В числе награждённых был петроградский кадет Николай Новицкий, сын офицера, вступивший в ряды бригады в Яссах и прошедший впоследствии через всю гражданскую войну. Во время прохождения офицерского Стрелкового полка «дроздов» церемониальным маршем по станичной площади эти три Георгиевских кавалера белой России шагали впереди полковой колонны.

### Исследования
- Шишов, А. В. Генерал Дроздовский. Легендарный поход от Ясс до Кубани и Дона. — М.: Центрполиграф, 2012. — 431 с. — (Россия забытая и неизвестная. Золотая коллекция). — ISBN 978-5-227-03734-3
- Гагкуев Р. Г. Последний рыцарь // Дроздовский и дроздовцы. — М.: НП «Посев», 2006. — 692 с. — ISBN 5-85824-165-4
- Кенез, П. Красная атака, белое сопротивление. 1917—1918 = Red Attack, White Resistance: Civil War in South Russia 1918 by Peter Kenez / Пер. с англ. К. А. Никифорова. — М.: ЗАО Центрполиграф, 2007. — С. 130—134. — (Россия в переломный момент истории). — ISBN 978-5-9524-2748-8.
- Белое движение. Поход от Тихого Дона до Тихого океана. — М.: Вече, 2007. — 378 с. — (За веру и верность). — ISBN 978-5-9533-1988-1.
- Бортневский, В. Г. «…Через потоки чужой и своей крови…» (Жизнь и судьба генерала М. Г. Дроздовского)// Белое дело (Люди и события). — СПб.: Издательско-полиграфический техникум (Санкт-Петербург) — Независимая гуманитарная академия, Историко-географический центр «Гея», 1993. — Серия учебных пособий — 60 с.

### Воспоминания
- Колтышев П. В. Поход дроздовцев Яссы — Дон. 1200 вёрст. Воспоминания дроздовцев. 26 февраля (11 марта) — 25 апреля (8 мая) 1918 года // Дроздовский и дроздовцы. — М.: НП «Посев», 2006. — 692 с. — ISBN 5-85824-165-4
- Деникин А. И. Очерки русской смуты: В 3 кн. — М.: Айрис-пресс, 2006. — (Белая Россия). — ISBN 5-8112-1890-7.
- Дроздовский и дроздовцы / Ред. В. Ж. Цветков. — М.: Посев, 2006. — (Белые воины). — ISBN 5-85824-165-4.
- Туркул А. В. Дроздовцы в огне. — Л.: Ингрия, 1991. Репринтное воспроизведение с издания 1948